# Бинго (ланац супермаркета)
Бинго (пун назив: Bingo export-import Tuzla d.o.o.) је босански ланац супермаркета са седиштем у Тузли.

## Историја
Бинго је 1993. основао босански бизнисмен Сенад Џамбић са седиштем у Тузли . 
Џамбић, шесто дете рудара и електричара по занимању, осамдесетих је покренуо неки мали посао: „Пре рата два брата и ја смо имали око 120 кошница у аутобусу и могли смо произвести до 30 тона меда годишње. Деведесетих година радио сам у руднику, поседовао сам и билијар, флипер и покер машине, од 1985. се бавим тиме и формирано је предузеће. Бинго долази из тог времена. Хајде да зарадимо нешто, одмах инвестирај.“ 
2010. Бинго је добио кредит ЕБРД- а за подршку енергетске ефикасности – први од многих других кредита европских развојних банака. 
2014. Бинго је постао највећа домаћа малопродајна компанија у Босни и Херцеговини преузимањем компанијаInterex BiH и Tuš Trade BiH. Промет у 2014. години био је већи од 500 милиона КМ. 
2015. Бинго је имао 175 отворених радњи у Босни и Херцеговини и више од 5.500 запослених.  Исте године Џамбића је (са приходом од 258,9 милиона евра) Форбс сврстао као други најбогатији човек у Босни и Херцеговини након Изудина Ахметлића, власника Хифа групе. 
Након пропасти хрватског Агрокора, Џамбић је купио неколико његових подружница у Босни и Херцеговини.  Купио је и тузланску фабрику грицкалица Мајевица .  
2017. Бинго је постао највећи ланац супермаркета у Босни и Херцеговини након поделе Конзума и Меркатора у Босни и Херцеговини. Исте године Џамбић је купио тузланску фабрику Дита, којом су од стечаја 2014. самостално управљали запослени 
Џамбић је 2018. спасао фирму Тузлански кисељак доо која је била у власништву Пиваре Тузла. 
19. априла 2024. Бинго је отворио своју 225. продавницу. 